# Tylopus sinensis
Tylopus sinensis är en mångfotingart som beskrevs av Sergei I. Golovatch 1995. Tylopus sinensis ingår i släktet Tylopus och familjen orangeridubbelfotingar. Inga underarter finns listade i Catalogue of Life.